# Рейчел Майнер
Рейчел Майнер (англ. Rachel Miner; нар. 29 липня 1980, Нью-Йорк) — американська акторка. Відома роботою в серіалах, фільмах і на Бродвеї.

## Кар'єра

### Телебачення
Ранні ролі Майнер на телебаченні: Вікі в англ. Shining Time Station: Tis a Gift (1990), Мішель Бауер в серіалі Направляючий світло (1989—1995), запрошена зірка (Ларель) в епізоді серіалу Секс у великому місті, робота в "Twenty-something Girls vs. Thirty-something Women "(1999) і Астрід в англ. NY-LON (2004).
Вона з'являється в 2007 році в серіалі Californication в ролі Dani California, ім'я якої є посиланням на персонажа кількох пісень Red Hot Chili Peppers.
У 2008 році вона з'явилася в епізоді «The Sacrifice» серіалу «Страх як він є».
У 2009 році з'явилася в епізоді «Симпатія до диявола» — першому епізоді п'ятого сезону Надприродне, як демонеса Мег Мастерс, і в десятому епізоді того ж сезону — «Abandon All Hope».
У 2013 році завершила кар'єру через хворобу — розсіяний склероз. Акторка не запам'ятовує репліки героїв і важко пересувається, в зв'язку з чим рідше виходить у світ.

### Театр
Серед театральних робіт: Дженніфер в спектаклі Лаури Кахілл «Naked Faith: The Way at Naked Angels in New York» (1994), Марго в «The Diary of Anne Frank» на Бродвеї (1997), Rivkele в адаптації Дональда Маргуліса вистави Шолома Аша «God of Vengeance» в театрі ACT Сіетла (2000), Сенді в спектаклі Ребекки Гілман «Blue Surge» в Goodman Theatre в Чикаго (2001) і в Public Theater в Нью-Йорку (2002).

## Життєпис
Батько Пітер Майнер був режисером і продюсером. Дід — продюсер Вортінгтон Майнер, бабусею є акторка Френсіс Фуллер. Рейчел — представниця третього покоління родини Майнер в американському шоу-бізнесі. 
Увагу преси привернуло її одруження з Маколеєм Калкіним, з яким вони прожили 2 роки (1998—2000) і розлучилися в 2002. Було відзначено ранній вік подружжя (обом було по 17 років).
У 2003 році Майнер стала активно підтримувати саєнтологію, зробивши великий внесок в новий Саєнтологічний центр в Лос-Анджелесі.

## Фільмографія
| Рік       |    | Українська назва             | Оригінальна назва                   | Роль                       |
| --------- | -- | ---------------------------- | ----------------------------------- | -------------------------- |
| 1988      | с  | The American Experience      | Voice Actor                         | Голос за кадром            |
| 1990      | ф  | Еліс                         | Alice                               | Еліс в 12 років            |
| 1990      | тф |                              | Shining Time Station: 'Tis a Gift   | Вікі                       |
| 1990—1995 | с  | Направляюче світло           | Guiding Light                       | Мішель Берт Бауер          |
| 1995      | с  | Американська пригода         | American Experience                 | Голос за кадром            |
| 1997      | ф  | Генрі Фул                    | Henry Fool                          | Третя дівчина в бібліотеці |
| 1999      | ф  | Король Джо                   | Joe the King                        | Петті                      |
| 1999      | с  | Секс у великому місті        | Sex and the City                    | Лаурель                    |
| 2001      | ф  | Садист                       | Bully                               | Ліза Конеллі               |
| 2004      | ф  | Гавань                       | Haven                               | Ева                        |
| 2004      | с  | НЙ-ЛОН                       | NY-LON                              | Астрід                     |
| 2005      | ф  |                              | Guy in Row Five                     | Джейд                      |
| 2005      | ф  |                              | Man of God                          | Карен Коен                 |
| 2005      | ф  | Маленькі Афіни               | Little Athens                       | Еллісон                    |
| 2005      | ф  | Код ліквідації               | Circadian Rhythm                    | Сара                       |
| 2005      | с  | Кістки                       | Bones                               | Марі Костелло              |
| 2006      | с  | Медіум                       | Medium                              | Емілія «Лія» Парсел        |
| 2006      | ф  | Фетва                        | Fatwa                               | Кессі Девідсон             |
| 2006      | с  | C.S.I.: Місце злочину        | CSI: Crime Scene Investigation      | Валері Вайтголл            |
| 2006      | ф  |                              | Thanks to Gravity                   | Софія                      |
| 2006      | ф  | Чорна орхідея                | The Black Dahlia                    | Марта Лінскотт             |
| 2006      | кф |                              | Onion Underwater                    | Тара                       |
| 2006      | кф | Цвіркн                       | Grasshopper                         | Террі                      |
| 2006      | с  | Без следу                    | Without a Trace                     | Джулія Мартіц              |
| 2006      | ф  | Penny Dreadful               | Пенні Дірборн                       |                            |
| 2007      | ф  | Культ                        | Cult                                | Мінді                      |
| 2007      | ф  |                              | The Still Life                      | Робін                      |
| 2007      | ф  | Час сутінок                  | The Blue Hour                       | Джулі                      |
| 2007      | ф  |                              | The Memory Thief                    | Міра                       |
| 2007      | ф  | Зуб і ніготь                 | Tooth and Nail                      | Неон                       |
| 2007—2008 | с  | Californication              | Californication                     | Дені                       |
| 2008      | ф  | Укриття                      | Hide                                | Бетті                      |
| 2008      | с  | Страх як він є               | Fear Itself                         | Челсі                      |
| 2008      | с  | Чистильщик                   | The Cleane                          | Сара Гіббонс               |
| 2009      | с  | Життя як вирок               | Life                                | Сквекі Ахрі                |
| 2009      | ф  | Ефект метелика 3: Откровення | The Butterfly Effect 3: Revelations | Дженна Райд                |
| 2009      | с  | C.S.I.: Місце злочину Маямі  | CSI: Miami                          | Теммі Віттен               |
| 2009—2013 | с  | Надприродне                  | Supernatural                        | Мег Мастерс                |
| 2009      | с  |                              | Psycho Girlfriend                   | Меган                      |
| 2009—2010 | с  | Онлайн-геймер                | The Online Gamer                    | Бет                        |
| 2010      | ф  |                              | The Love Affair                     | Карен Галл                 |
| 2010      | с  | Детектив Раш                 | Cold Case                           | Анна Кулсон                |
| 2010      | с  | Армійські дружини            | Army Wives                          | Невідома                   |
| 2010      | в  | Кохання і зрада              | Love & Distrust                     | Террі                      |
| 2010      | с  |                              | Terriers                            | Елеанор Джосней            |
| 2010      | с  | Незвичайна сімейка           | No Ordinary Family                  | Ребекка Джессуп            |
| 2011      | с  | Мислити як злочинець         | Criminal Minds                      | Моллі Грандін              |
| 2011      | ф  | 51                           | 51                                  | Сержантка Ханнах           |
| 2011      | ф  |                              | Life of Lemon                       | Естер                      |
| 2011      | с  | Сини анархії                 | Sons of Anarchy                     | Доун Трейгер               |
| 2011      | ф  | Елвуд                        | Elwood                              | Лулу Палу                  |
| 2012      | ф  |                              | Everyone Wants the Kush             | Роксі                      |
| 2012      | ф  | Дублікати                    | In Their Skin                       | Джейн                      |
| 2013      | ф  |                              | Frank the Bastard                   | Клер                       |

Рейчел Майнер виступила співпродюсеркою шести епізодів телесеріалу «Psycho Girlfriend» і одного «The Online Gamer» в 2009 році. Також вона записала саундтрек для «Shining Time Station: 'Tis a Gift» в 1990 році.

## Інші роботи
Крім роботи в кіно, театрі та на телебаченні, Майнер знімалася у відеокліпах Only One гурту Yellowcard (2004) і Sunday гурту Sonic Youth (1998).